# Tunu

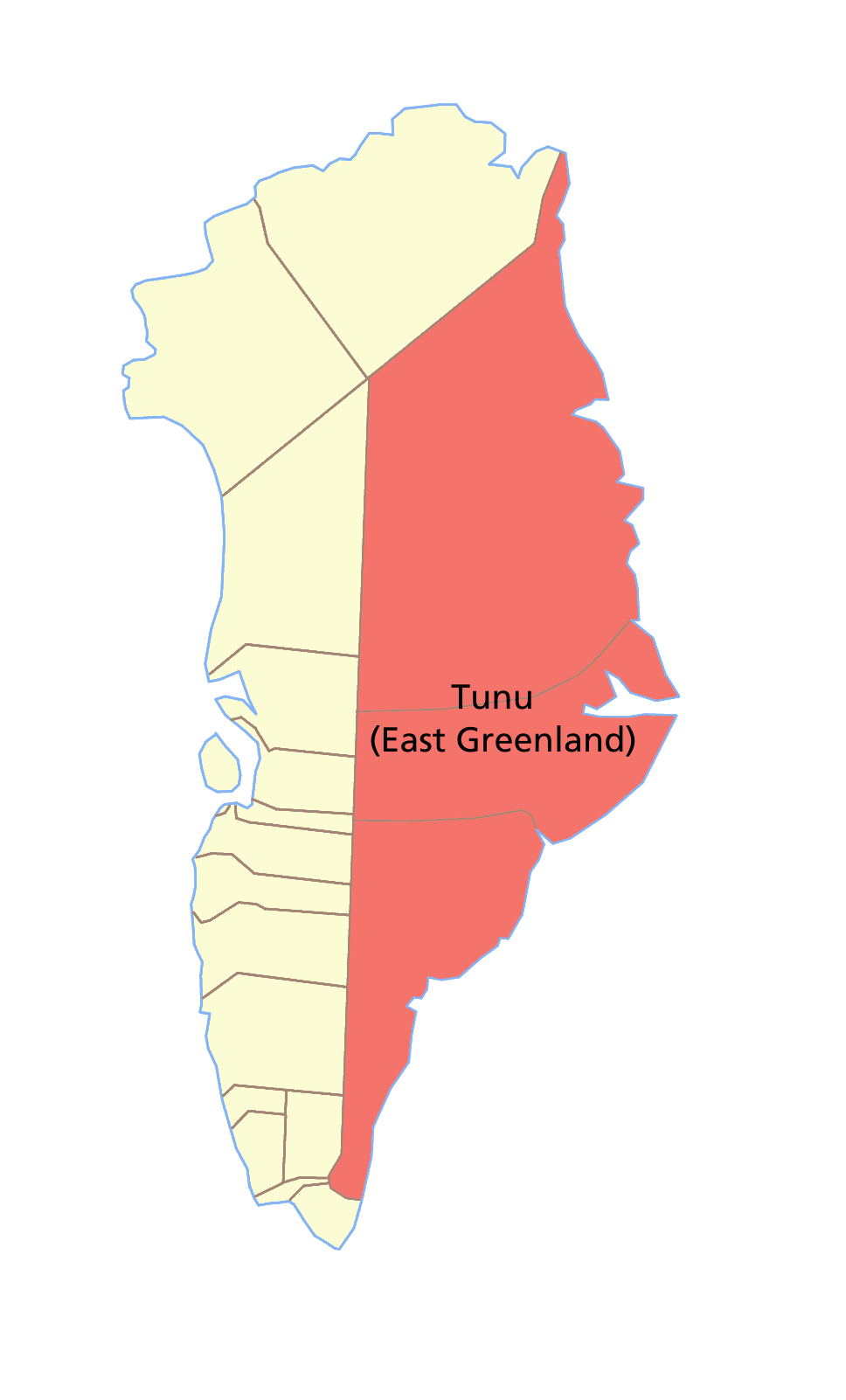
Cartina della Groenlandia Orientale con la vecchia suddivisione in comuni

Tunu/Østgrønland (Groenlandia dell'est) è stata una delle tre contee (amt) della Groenlandia tra il 1950 e il 2008. La sede della contea era nella sua città principale, Tasiilaq; la popolazione, nel 2005, ammontava a circa 3.800 persone.
Tunu confina ad ovest con la contea di Kitaa e a nord con quella di Avannaa; a est è bagnata dal Mare di Groenlandia e dallo Stretto di Danimarca, mentre a sud-est si affaccia sull'Oceano Atlantico. Per via del clima, gli insediamenti sono possibili solo sulle coste, mentre l'entroterra è ricoperto da una spessa coltre glaciale.

## Storia
La contea di Tunu fu istituita il 18 novembre 1950 insieme alle altre due della Groenlandia (Avannaa e Kitaa); tuttavia delle tre solo Kitaa fu suddivisa fin dall'inizio in comuni, essendo la più popolosa. Tunu e Avannaa furono anch'esse divise in comuni il 1º gennaio 1963: Tunu fu divisa in due comuni, Ammassalik a sud e Ittoqqortoormiit al centro, mentre la parte nord, coperta dal Parco nazionale della Groenlandia nordorientale, rimase al di fuori dei comuni.
Con la riforma del 2009, la Groenlandia rivoluzionò il proprio sistema di suddivisione interna in maniera simile a quanto compiuto nel 2007 dalla Danimarca. La vecchia suddivisione in contee fu abolita, e Tunu cessò di esistere come entità amministrativa. I suoi due comuni si saldarono con tre comuni di Kitaa e formarono il vasto comune di Sermersooq; il parco nazionale non fu toccato dalla riforma.